# 田淑兰
田淑兰（1945年10月—），女，河北昌黎人，汉族，中华人民共和国政治人物，教育部关心下一代工作委员会主任、兼中国关心下一代工作委员会副主任，中国共产党党员，第十一届全国政协委员。
2008年，当选第十一届全国政协委员，代表教育界，分入第四十二组。并担任提案委员会专委。